# 揑只
揑只，元朝政治人物。

## 生平
揑只曾接替张之翰任松江府知府一职，由周维惠接任。